# Vulgichneumon saturatorius

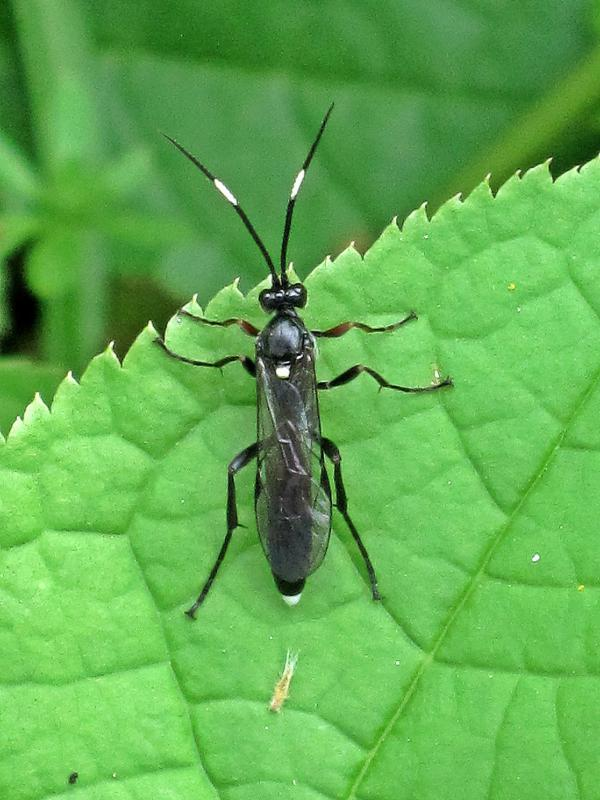
Vulgichneumon saturatorius var. nigripedis

Vulgichneumon saturatorius ist eine Schlupfwespe aus der Unterfamilie der Ichneumoninae.

## Merkmale
Die mittelgroßen Schlupfwespen erreichen eine Körperlänge von 9–11 mm bei den Weibchen und 9–13 mm bei den Männchen. Kopf, Thorax und Hinterleib der Schlupfwespen sind schwarz gefärbt. Die schwarzen Fühler weisen auf halber Länge eine breite weiße Binde auf. Das Scutellum ist weiß gefärbt. Am Hinterleibsende befindet sich ein weißer Fleck. Die Flügel besitzen ein dunkles Pterostigma mit einem hellen Fleck am vorderen Ende. Die Aderung der Vorderflügel weist außerdem eine kleine innere Zelle auf. Femora und Tibien sind beim Weibchen überwiegend rotgelb gefärbt. Die Coxae, das apikale Ende der hinteren Tibien sowie die mittleren und hinteren Tarsen sind schwarz. Beim Männchen sind die hinteren Tibien verdunkelt. Es gibt eine Variation nigripedis, bei welcher die mittleren und hinteren Beine schwarz gefärbt sind.

## Verbreitung
Vulgichneumon saturatorius ist in Europa weit verbreitet. Das Vorkommen reicht im Norden bis nach Fennoskandinavien und auf die Britischen Inseln, im Süden bis in den Mittelmeerraum. Im Osten erstreckt sich das Verbreitungsgebiet bis nach Zentralasien (Kasachstan).

## Lebensweise
Die Imagines beobachtet man von April bis November, häufig an den Blüten des Bärenklau. Die Schlupfwespen parasitieren verschiedene Schmetterlingsraupen, insbesondere die der Gammaeule (Autographa gamma). Als weitere Wirtsarten werden genannt: der Kleine Fuchs (Aglais urticae), die Kohleule (Mamestra brassicae), die Buchdruckereule (Naenia typica), der Jakobskrautbär (Tyria jacobaeae) sowie der Große Gabelschwanz (Cerura vinula).